# Легка атлетика на літніх Олімпійських іграх 2008 — біг на 400 метрів (жінки)
Змагання з бігу на 400 метрів серед жінок на Літніх Олімпійських іграх 2008 у Пекіні проходили з 16 по 19 серпня на Пекінському національному стадіоні.

## Медалістки
| Золото                           | Срібло                | Бронза           |
| Крістін Огуруоґу Велика Британія | Шеріка Вільямс Ямайка | Саня Річардс США |

## Кваліфікація учасниць
Національний олімпійський комітет (НОК) кожної країни мав право заявити для участі у змаганнях не більш як три спортсменки, які виконали норматив А (51,55 с) у кваліфікаційний період з 1 січня 2007 року по 23 липня 2008 року. Також НОК міг заявити не більш як одну спортсменку з тих, хто виконав норматив B (52,35 с) за той же період. Кваліфікаційні нормативи були встановлені ІААФ.

## Рекорди
Дані наведені на початок Олімпійських ігор. 
| Світовий рекорд     | Маріта Кох (НДР)          | 47,60 с | Канберра (Австралія) | 6 жовтня 1985 року |
| Олімпійський рекорд | Марі-Жозе Перек (Франція) | 48,25 с | Атланта (США)        | 29 липня 1996 року |

За підсумками змагань обидва рекорди залишилися незмінними.

## Змагання

### Перший раунд
Перші три спортсменки з кожного забігу незалежно від показаного часу автоматично потрапляють до півфіналу змагань. Також до півфіналу потрапляють ще три учасниці, які показали найкращий час серед всіх інших спортсменок.
Час результатів зазначено в секундах. Також використані такі скорочення:
| - Q — кваліфікована за місцем у забігу - q — кваліфікована за часом | - SB — найкращий результат у сезоні - PB — найкращий результат у кар'єрі | - NR — національний рекорд |

| Місце | Спортсменка       | Результат | Примітки |
| ----- | ----------------- | --------- | -------- |
| 1.    | Розмарі Вайт      | 51,00     | Q        |
| 2.    | Крістін Амертил   | 51,25     | Q, SB    |
| 3.    | Аджоке Одумосу    | 51,39     | Q, PB    |
| 4.    | Діді Троттер      | 51,41     | q        |
| 5.    | Тіандра Понтін    | 52,41     |          |
| 6.    | Антоніна Єфремова | 53,22     |          |

| Місце | Спортсменка                 | Результат | Примітки |
| ----- | --------------------------- | --------- | -------- |
| 1.    | Лібанов Гренот-Мартінес     | 50,87     | Q, NR    |
| 2.    | Амантле Монтшо              | 50,91     | Q        |
| 3.    | Карлін Мюр                  | 51,55     | Q, PB    |
| 4.    | Індіра Терреро              | 51,56     | q        |
| 5.    | Макелесі Булікіобо Батімала | 52,24     | SB       |
| 6.    | Мандіп Каур                 | 52,88     |          |
| 7.    | Жюстін Байігга              | 54,15     |          |

| Місце | Спортсменка            | Результат | Примітки |
| ----- | ---------------------- | --------- | -------- |
| 1.    | Анастасія Капачинська  | 51,32     | Q        |
| 2.    | Мері Вайнберг          | 51,46     | Q        |
| 3.    | Лі Макконнелл          | 51,87     | Q        |
| 4.    | Барбара Петран         | 53,06     |          |
| 5.    | Керол Родрігес         | 53,08     |          |
| 6.    | Жіну Етьєнн            | 53,94     |          |
| 7.    | Рашідату Сеїні Маїкідо | 1:03,19   | NR       |

| Місце | Спортсменка          | Результат | Примітки |
| ----- | -------------------- | --------- | -------- |
| 1.    | Крістін Огуруоґу     | 51,00     | Q        |
| 2.    | Юлія Гущина          | 51,18     | Q        |
| 3.    | Габріела Медіна      | 51,96     | Q        |
| 4.    | Темсін Льюїс         | 52,38     |          |
| 5.    | Марія Лаура Альміран | 53,26     |          |
| 6.    | Джоенн Кадді         | 53,32     |          |
| 7.    | Гада Алі             | 1:06,19   |          |

| Місце | Спортсменка     | Результат | Примітки |
| ----- | --------------- | --------- | -------- |
| 1.    | Саня Річардс    | 50,54     | Q        |
| 2.    | Еліенн Помпей   | 50,99     | Q,=SB    |
| 3.    | Фолашаде Абуган | 51,45     | Q        |
| 4.    | Асами Танно     | 52,60     |          |
| 5.    | Димитра Нтова   | 52,69     |          |
| 6.    | Ольга Терешкова | 53,36     |          |
| 7.    | Кіа Девіс       | 53,99     |          |

| Місце | Спортсменка        | Результат | Примітки |
| ----- | ------------------ | --------- | -------- |
| 1.    | Новелін Вільямс    | 51,52     | Q        |
| 2.    | Нікола Сандерс     | 51,81     | Q        |
| 3.    | Нвал Елджак        | 52,77     | Q        |
| 4.    | Кайнік Александер  | 52,87     |          |
| 5.    | Тріш Бартоломью    | 52,88     |          |
| 6.    | Чолофело Тхіпе     | 54,11     |          |
| 7.    | Клодіан Шала       | 54,84     |          |
| 8.    | Мунгунтуя Батгерел | 58,14     |          |

| Місце | Спортсменка         | Результат | Примітки |
| ----- | ------------------- | --------- | -------- |
| 1.    | Шеріка Вільямс      | 50,57     | Q        |
| 2.    | Тетяна Фіров        | 50,59     | Q        |
| 3.    | Ракаел Начула       | 51,62     | Q        |
| 4.    | Джой Амечі Езе      | 51,97     | q        |
| 5.    | Алісса Каллініком   | 52,40     |          |
| 6.    | Моніка Бейнар       | 52,80     |          |
| 7.    | Сандрін Тібо-Канг   | 54,16     |          |
| 8.    | Темалангені Дламіні | 59,91     | SB       |

### Півфінал
Перші дві спортменки з кожного забігу незалежно від показаного часу автоматично потрапляють у фінал змагань. Також до фіналу потрапляють ще дві учасниці, що показали найкращий час серед всіх інших спортсменок.
| Місце | Спортсменка      | Результат | Примітки |
| ----- | ---------------- | --------- | -------- |
| 1.    | Крістін Огуруоґу | 50,14     | Q, SB    |
| 2.    | Шеріка Вільямс   | 50,28     | Q, SB    |
| 3.    | Тетяна Фіров     | 50,31     | q        |
| 4.    | Еліенн Помпей    | 50,93     | =NR      |
| 5.    | Мері Вайнберг    | 51,13     |          |
| 6.    | Індіра Терреро   | 51,80     |          |
| 7.    | Аджоке Одумосу   | 52,45     |          |
| 8.    | Габріела Медіна  | 52,97     |          |

| Місце | Спортсменка           | Результат | Примітки |
| ----- | --------------------- | --------- | -------- |
| 1.    | Саня Річардс          | 49,90     | Q        |
| 2.    | Анастасія Капачинська | 50,30     | Q, PB    |
| 3.    | Новелін Вільямс       | 51,06     |          |
| 4.    | Крістін Амертил       | 51,51     |          |
| 5.    | Джой Амечі Езе        | 51,87     |          |
| 6.    | Лі Макконнелл         | 52,11     |          |
| 7.    | Карлін Мюр            | 52,37     |          |
| 8.    | Ракаел Начула         | 52,67     |          |

| Місце | Спортсменка             | Результат | Примітки |
| ----- | ----------------------- | --------- | -------- |
| 1.    | Юлія Гущина             | 50,48     | Q        |
| 2.    | Амантле Монтшо          | 50,54     | Q        |
| 3.    | Розмарі Вайт            | 50,63     | q        |
| 4.    | Нікола Сандерс          | 50,71     | SB       |
| 5.    | Лібанов Гренот-Мартінес | 50,83     | NR       |
| 6.    | Фолашаде Абуган         | 51,30     |          |
| 7.    | Діді Троттер            | 51,87     |          |
| 8.    | Нвал Елджак             | 54,18     |          |

### Фінал
| Місце | Спортсменка           | Результат | Примітки |
| ----- | --------------------- | --------- | -------- |
| 1.    | Крістін Огуруоґу      | 49,62     | SB       |
| 2.    | Шеріка Вільямс        | 49,69     | PB       |
| 3.    | Саня Річардс          | 49,93     |          |
| 4.    | Юлія Гущина           | 50,01     | PB       |
| 5.    | Анастасія Капачинська | 50,03     | PB       |
| 6.    | Тетяна Фіров          | 50,11     | SB       |
| 7.    | Розмарі Вайт          | 50,68     |          |
| 8.    | Амантле Монтшо        | 51,18     |          |